# Lubin (Pologne)
Pour les articles homonymes, voir Lubin.
Lubin (en allemand : Lüben) est une ville située dans la voïvodie de Basse-Silésie, en Pologne. C'est le chef-lieu du powiat de Lubin.

## Géographie
La commune se trouve sur la rivière Zimnica dans la région historique de Basse-Silésie, à 71 kilomètres au nord-ouest de Wrocław, à 20 kilomètres au nord de Legnica, et à 84 kilomètres au sud de Zielona Góra. Elle se situe près de la voie rapide S3.

## Histoire

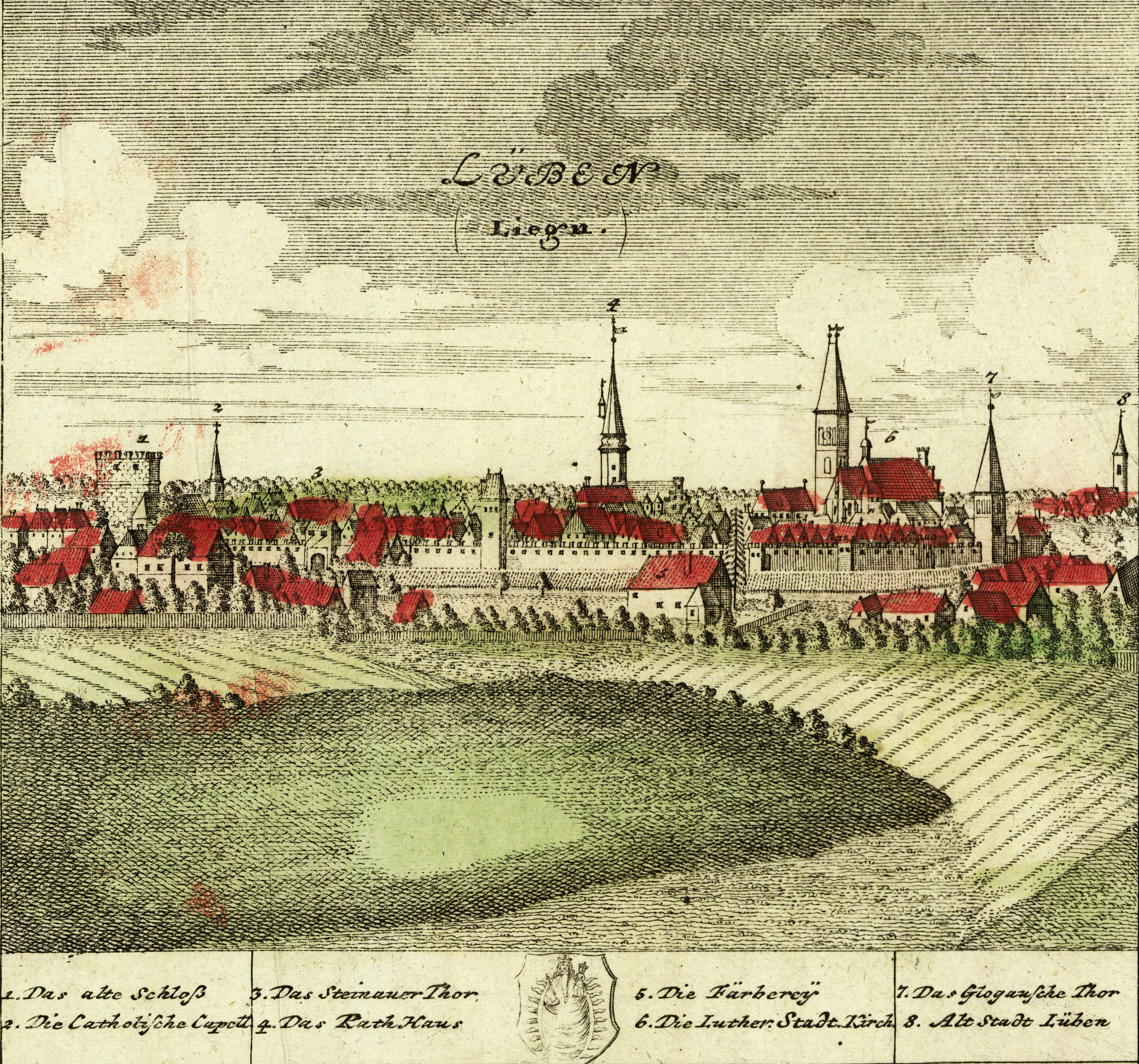
Vue de la ville de Lüben au XVIIIe siècle.

Au XIIe siècle, Lubin était le siége d'un castellan du royaume de Pologne ; le lieu est évoqué pour la première fois dans une bulle pontificale de l'année 1155. Selon la légende, le magnat Piotr Włostowic, palatin de Silésie, avait fait construire la première église.
Lubin a reçu les droits de ville en 1172 et le droit de Magdebourg en 1289. Faisant partie du duché silésien de Glogau, puis du duché de Steinau (de), elle était soumis à la suzeraineté de la couronne de Bohême en 1329. à partir de 1339, elle est gouvernée par le duc Boleslas III le Prodigue. Le château de Lubin fut la résidence du fils de Boleslas III, Louis Ier, et de ses descendants de 1348 jusqu'en 1453.
Au début de la première guerre de Silésie, en 1740, la ville était occupée par les troupes du roi Frédéric II, puis annexée par le royaume de Prusse aux termes du traité de Breslau en 1742. Incorporée dans la province de Silésie et chef-lieu de l'arrondissement de Lüben, elle fut conquise par l'Armée rouge à la fin de la Seconde Guerre mondiale en 1945 puis rattachée à la réüublique de Pologne. La population germanophone restante était expulsée.

## Personnalités
- Friedrich Heinrich von Katte (1740-1813), général prussien ;
- Guillaume Ier (1781–1864), roi de Wurtemberg ;
- Eberhard von Claer, (1856–1945), général d'infanterie prussien ;
- Gerd von Tresckow (1899–1944), officier et résistant du 20 juillet 1944 ;
- Rudolf-Christoph von Gersdorff (1905–1980), officier et résistant au nazisme ;
- Joseph Mathy (1944–1969), coureur cycliste.

## Jumelages
La ville de Lubin est jumelée avec :
- Sathonay-Camp (France) depuis 2011
- Bad Ems (Allemagne)

## Économie
La ville est un important centre économique en Basse-Silésie et, à partir de 1957, s'est développée grâce à l'exploitation du cuivre dans ses environs. Le siège social de la troisième plus grande corporation polonaise, KGHM Polska Miedź, est situé à Lubin.

## Patrimoine
- Église Notre-Dame-de-Częstochowa
- Hôtel de ville
- Chapelle du château
- Remparts de la ville
- Tour de Głogów
- Musée de l’histoire
- Monument aux victimes de Lubin de 1982

## Sports
Le KGHM Zagłębie Lubin est le club de football de la ville. Il a été notamment champion national en 1991 et 2007.